# Maria Küchler-Flury

Maria Küchler-Flury (1992)

Maria Küchler-Flury (* 26. Januar 1941 in Stans, heimatberechtigt in Stans und Kerns) ist eine christlichdemokratische Politikerin, erste Regierungsrätin und erste Frau Landammann des Schweizer Kantons Obwalden.

## Leben und Politik
Maria Flury, Tochter des Balz Flury, Gemeindeschreiber, und der Anna geborene Niederberger, Hausfrau, besuchte 1948–1955 die obligatorischen Schulen in Stans. 1955–1956 absolvierte sie einen Sprachaufenthalt im Welschland. 1957–1961 liess Flury sich am Lehrerinnenseminar in Menzingen zur Primarlehrerin ausbilden. Zwischen 1961 und 1966 arbeitete sie als Lehrerin in Sarnen, unterbrochen 1964 von einem Sprachaufenthalt in England. 1965 heiratete sie den Treuhänder Werner Küchler, der später christlichdemokratischer Gemeindepräsident von Sarnen (1978–1979) und Obwaldner Kantonsrat (1974–1989, Präsident 1988–1989) war. Nach der Geburt des zweiten von vier Kindern leitete sie 1968–1992 im Treuhandbüro ihres Ehemannes die Administration und das Personal. Ausserdem bauten Küchler-Flury und ihr Mann ab 1973 das Kopierzenter Sarnen auf.
Ende der 1970er Jahre trat Küchler-Flury in die Christlichdemokratische Volkspartei (CVP) ein, war 1986–1992 Mitglied des Erziehungsrats Obwalden und 1989–1992 der Rechnungsprüfungskommission Sarnen. 1990–1992 amtierte sie als Kantonsrätin. Als erste Frau im Kanton Obwalden schaffte sie 1992 die Wahl in den Regierungsrat, in dem sie dem Gewerbe- und Fürsorgedepartement (seit 1999 Volkswirtschaftsdepartement) vorstand. In ihre Amtszeit als Regierungsrätin fielen die Einrichtung der Wirtschaftsförderung und des Regionalen Arbeitsvermittlungszentrums sowie die Reorganisation des Kantonsspitals. Als solche war sie auch im Verwaltungsrat der Schifffahrtsgesellschaft des Vierwaldstättersees (2002–2005). In ihren letzten beiden Amtsjahren 2003–2004 übte Küchler-Flury zudem als erste Frau das Landammannamt im Kanton Obwalden aus.
Maria Küchler-Flury war bereits vor ihrer Regierungszeit in verschiedenen gemeinnützigen Frauenvereinen aktiv. Sie betätigte sich im Vorstand des Staatsbürgerlichen Verbands katholischer Schweizerinnen, zu dessen Zielen die staatsbürgerliche Schulung von Frauen gehörte, sowie im Katholischen Frauenbund Obwalden, in der Frauengemeinschaft Sarnen und im Obwaldner Sozialfonds für Mütter und Familien in Not.
Während ihrer Regierungszeit war Küchler-Flury von Amts wegen Stiftungsrätin unter anderem der Academia Engelberg und von Tourismus Zentralschweiz. Auch engagierte sie sich ehrenamtlich, präsidierte zum Beispiel 2002–2012 den Förderverein für Berufsbildung CVT Myanmar, der eine Berufsschule in Myanmar führt, und gründete die Alzheimervereinigung Obwalden-Nidwalden mit, deren Co-Präsidentin sie 2006–2015 war.